# Philharmonie Oppeln
Die Philharmonie Oppeln (polnisch Filharmonia Opolska) ist ein Konzerthaus in Oppeln. Es ist dem Komponisten Joseph Elsner gewidmet. Seit 2024 ist Maciej Fortuna Direktor der Philharmonie. Er übernahm den Posten von Przemysław Neumann, der diesen seit 2015 innehatte.

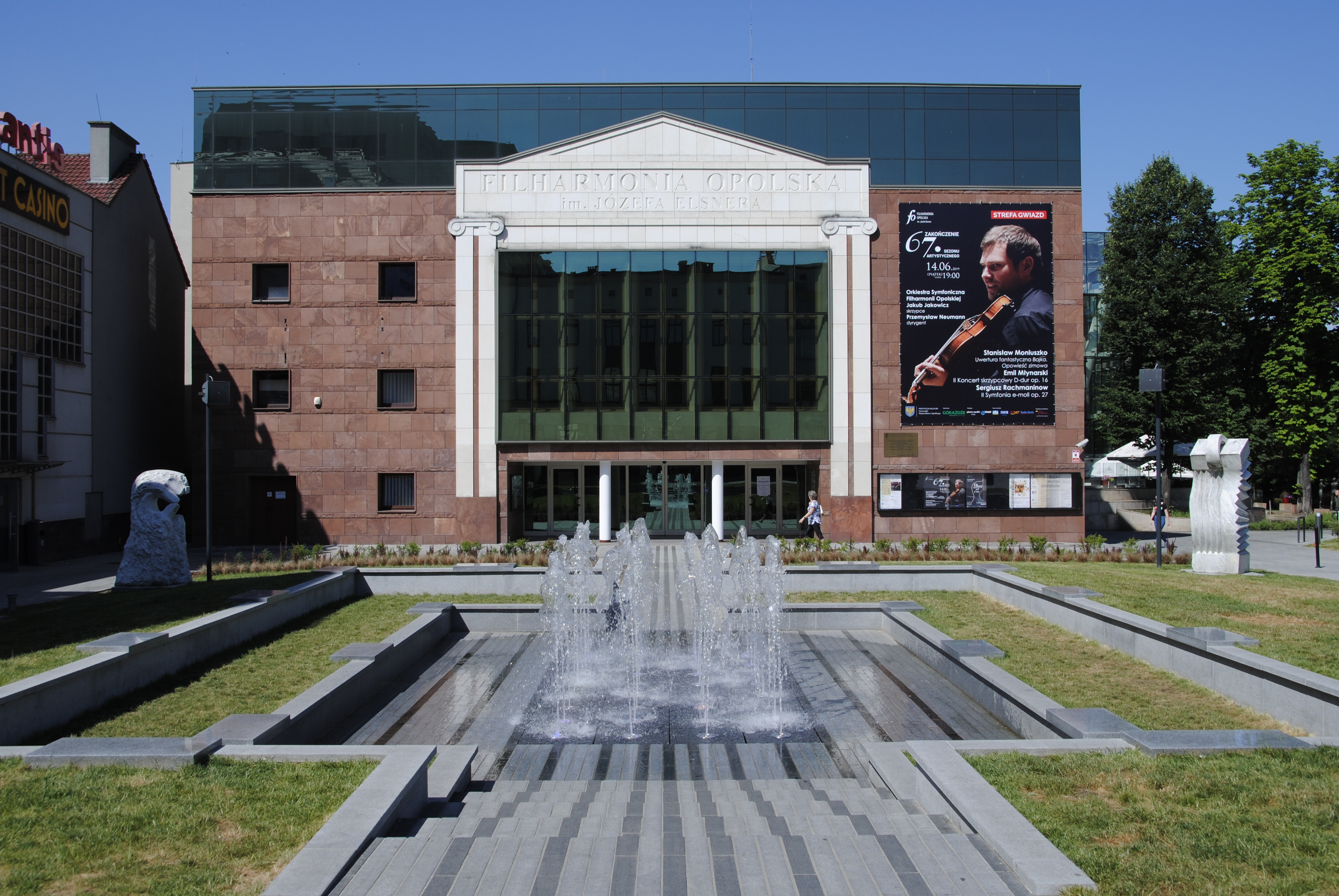
Frontfassade der Philharmonie Oppeln

## Geschichte
Die Philharmonie Oppeln ist die Heimstätte des Oppelner Symphonieorchesters. Es wurde 1947 als erstes Berufsorchester in Oppeln gegründet.
Das Gebäude wurde während des Oderhochwassers 1997 beschädigt. Es unterliefen zwischen 2005 und 2011 Umbauarbeiten im und am Gebäude, wodurch u. a. das Auditorium auf fünfhundert Plätze erweitert wurde.
Die Orgel wurde 1979 beim Frankfurter Orgelbauer Sauer bestellt und im darauf folgenden Jahr teilweise eingebaut. Erst 1994 war die Orgel mit 48 Stimmen vollständig aufgebaut.